# Bokermannohyla gouveai
Espèce
Synonymes
- Hyla gouveai Peixoto & Cruz, 1992

Statut de conservation UICN

 DD  : Données insuffisantes
Bokermannohyla gouveai est une espèce d'amphibiens de la famille des Hylidae.

## Répartition
Cette espèce est endémique du Brésil. Elle se rencontre entre 1 800 à 2 400 m d'altitude dans la Serra da Mantiqueira dans le Parc national d'Itatiaia à la frontière des États de Rio de Janeiro et du Minas Gerais,.

## Étymologie
Cette espèce est nommée en l'honneur d'Élio Gouvêa.

## Publication originale
- Peixoto & Cruz, 1992 : Nova espécie de Hyla da Serra da Mantiqueira, Itatiaia, Estado do Rio de Janeiro (Amphibia, Anura, Hylidae). Memórias do Instituto Oswaldo Cruz, vol. 87, no 1, p. 197-200 (texte intégral).